# Maquinilla de afeitar

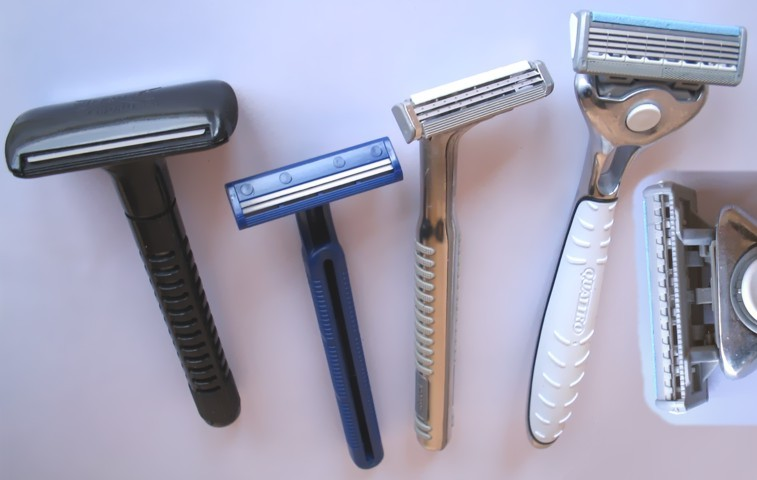
Algunos tipos de maquinillas de afeitar.

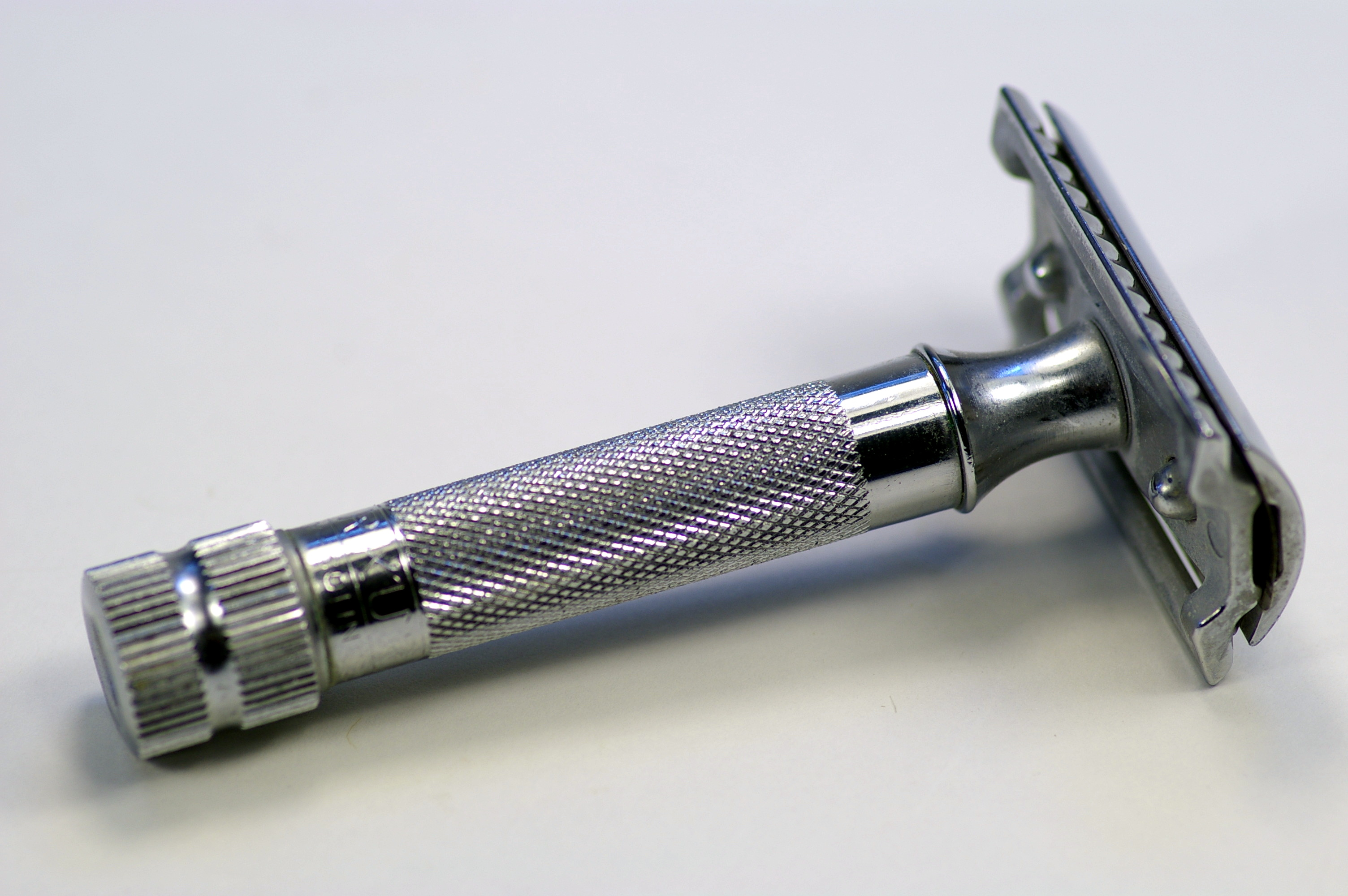
Maquinilla antigua, de una sola cuchilla.

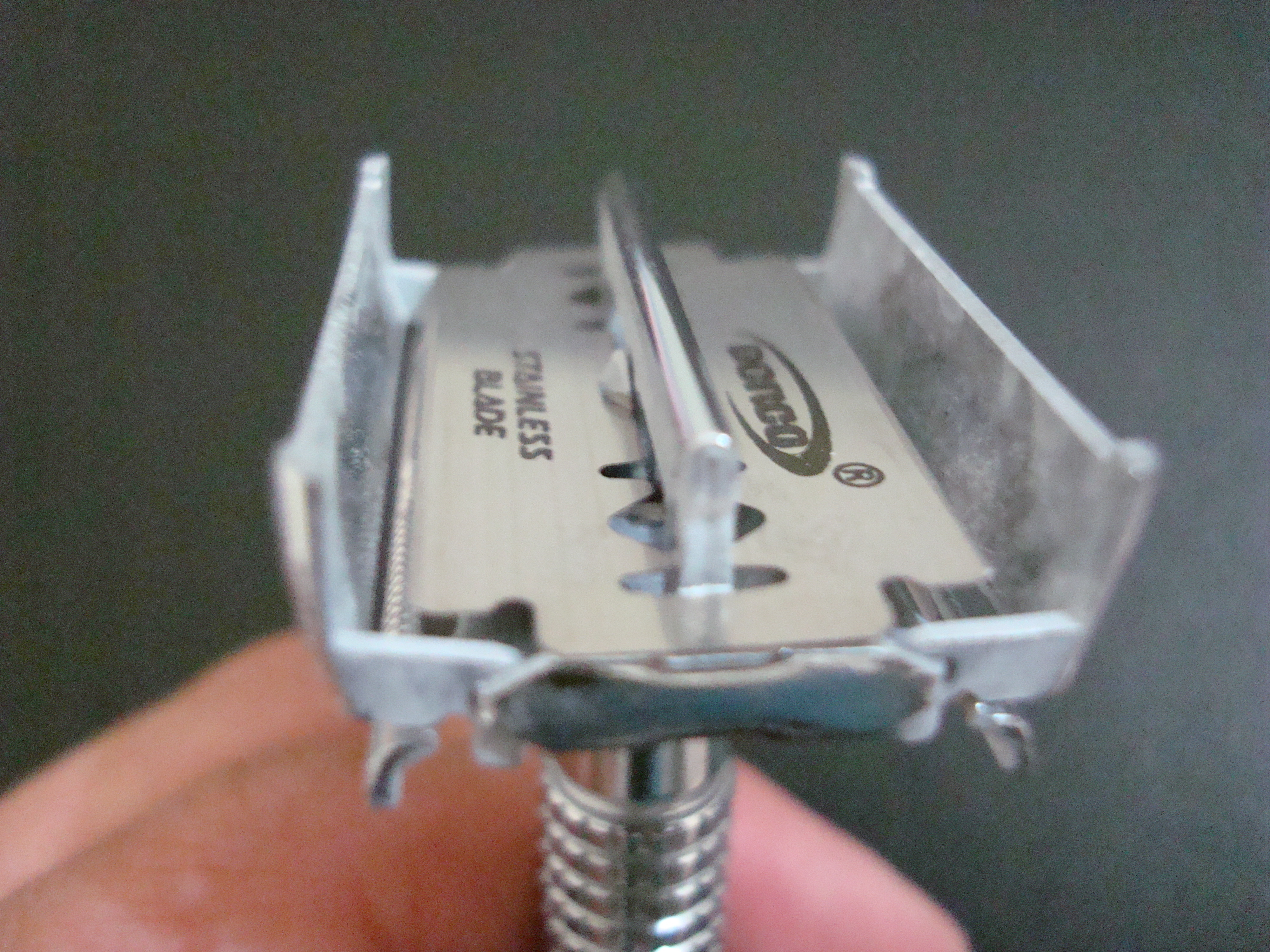
Maquinilla de una sola pieza (abierta y con una cuchilla nueva). Una perilla se gira en la parte baja del mango para abrir y cerrar el cabezal.

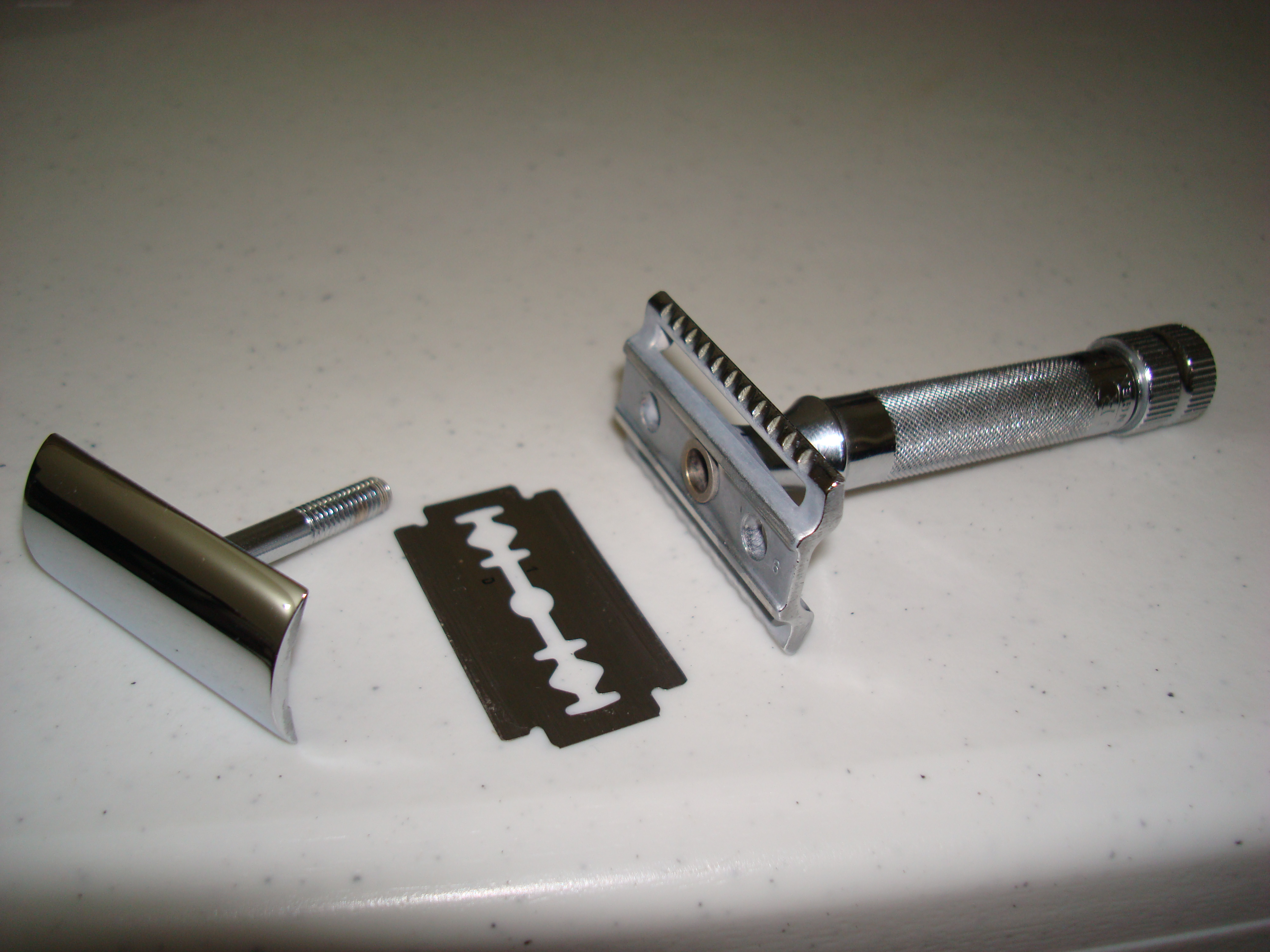
Maquinilla de dos piezas (desarmada). La cuchilla (en el medio) se coloca entre en el cabezal (a la izquierda) y se une al mango y a la base (a la derecha).

Una maquinilla de afeitar, maquinita de afeitar, máquina de afeitar, cuchilla de afeitar, rasuradora o rastrillo es un instrumento para afeitarse que protege la piel de la exposición excesiva de la cuchilla eliminando la posibilidad de grandes cortes, como los que pudieran ser causados por una navaja de afeitar.

## Nombres en varios países
Dependiendo del país, se las conoce con distintos nombres:
| nombre                                                 | país                                                                       |
| ------------------------------------------------------ | -------------------------------------------------------------------------- |
| Afeitadora                                             | República Dominicana, Venezuela, Colombia, Ecuador, Perú, Bolivia          |
| Cuchilla                                               | Colombia                                                                   |
| Cuchilla de afeitar, Maquinilla, Maquinilla de afeitar | España                                                                     |
| Máquina de afeitar                                     | Nicaragua, Venezuela, Colombia, Perú, Chile, Paraguay, Argentina, Uruguay, |
| Prestobarba                                            | Honduras, Venezuela, Colombia, Ecuador, Perú, Chile, Argentina             |
| Rastrillo                                              | México                                                                     |
| Rasuradora                                             | Costa Rica, Puerto Rico, Venezuela, Colombia, Perú                         |

## Historia

### Antes de su invención

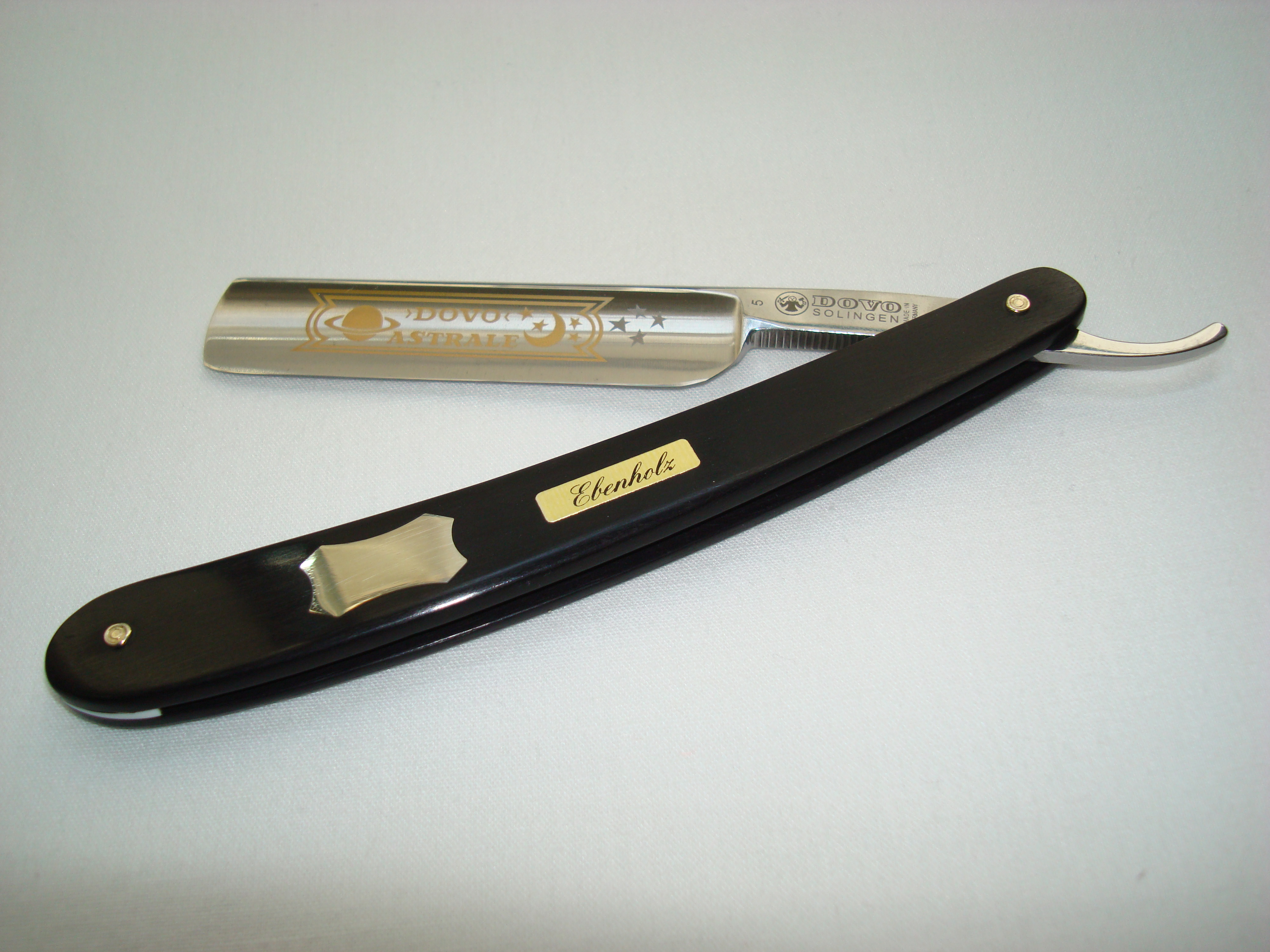
Navaja de afeitar.

Antes de que se inventaran las maquinillas, los hombres usaban las navajas de afeitar o barberas. Estas navajas aún se usan y fabrican hoy en día en varios países, aunque no son muy populares, pues su uso correcto requiere una mano diestra y mayor cuidado.

### El inventor King C. Gillette

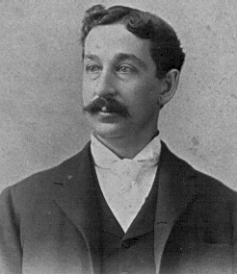
King Camp Gillette (1855-1932).

La primera maquinilla de afeitar que realmente proporcionaba seguridad y protección durante el afeitado fue inventada por el estadounidense King Camp Gillette a finales del siglo XIX. King C. Gillette era un hombre viajero, que se afeitaba a diario y ponía en peligro su rostro cuando se afeitaba en el trepidante lavabo de un tren.

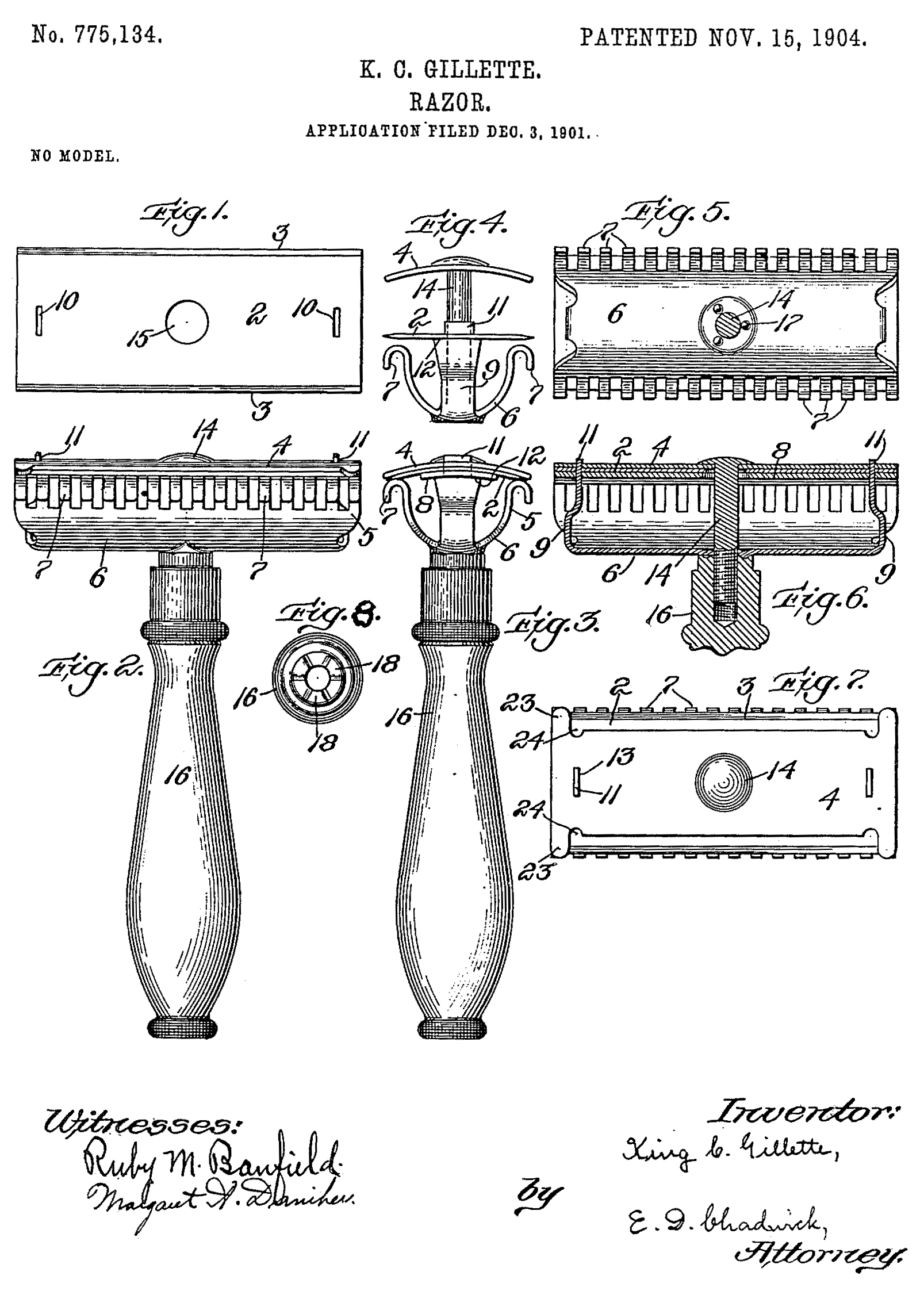
Dibujo de la patente de la maquinilla.

Gillette, mientras trabajaba para una empresa fabricante de tapones de botellas, tuvo la idea de fabricar un producto que fuera usado pocas veces y tuviera que ser desechado. Las navajas de afeitar de ese entonces eran caras y requerían afilado constante; una cuchilla de afeitar que se desechara al perder su filo se convertiría en una necesidad a la vez de ser un negocio muy lucrativo.
Las maquinillas que proporcionaban protección durante el afeitado ya se habían fabricado a mediados del siglo XIX, pero aún usaban una navaja forjada. La primera verdadera maquinilla de afeitar la inventaron los hermanos Kampfe en 1888. Esta maquinilla se caracterizaba por proteger la cuchilla del contacto excesivo con la piel. Sin embargo, sólo usaba una cuchilla que tenía que ser retirada para después afilarse. Gillette mejoró estos diseños e introdujo la nueva cuchilla de afeitar altamente lucrativa.
Para vender su producto, el 28 de septiembre de 1901 Gillette fundó la American Safety Razor Company, que en julio de 1902 pasó a ser Gillette Safety Razor Company. Estas antiguas maquinillas de afeitar utilizan una sola cuchilla, en contraste con las maquinillas modernas multihoja.

### La primera historia de la afeitadora
Durante la Primera Guerra Mundial, las Fuerzas Armadas de los Estados Unidos contrataron a Gillette para suministrar maquinillas y hojas de esa marca para cada hombre alistado para ir a Europa. Al terminar la guerra, se habían entregado alrededor de 3,5 millones de maquinillas y 32 millones de cuchillas de afeitar a los jóvenes soldados, haciéndoles cambiar el afeitado desde las centenarias navajas hasta las maquinillas Gillette.

### La introducción del acero inoxidable
Gillette fabricó cuchillas de acero al carbono hasta los años sesenta. Estas se oxidaban muy rápidamente y requerían ser reemplazadas con frecuencia. En 1965, la empresa británica Wilkinson Sword empezó a vender cuchillas de acero inoxidable, las cuales se podían usar hasta perder completamente su filo. Con esto Wilkinson Sword capturó rápidamente los mercados británico y europeo, forzando a Gillette a fabricar cuchillas de acero inoxidable para poder competir; hoy en día casi todas las cuchillas de maquinillas son de acero inoxidable.

## Tipos de maquinillas clásicas

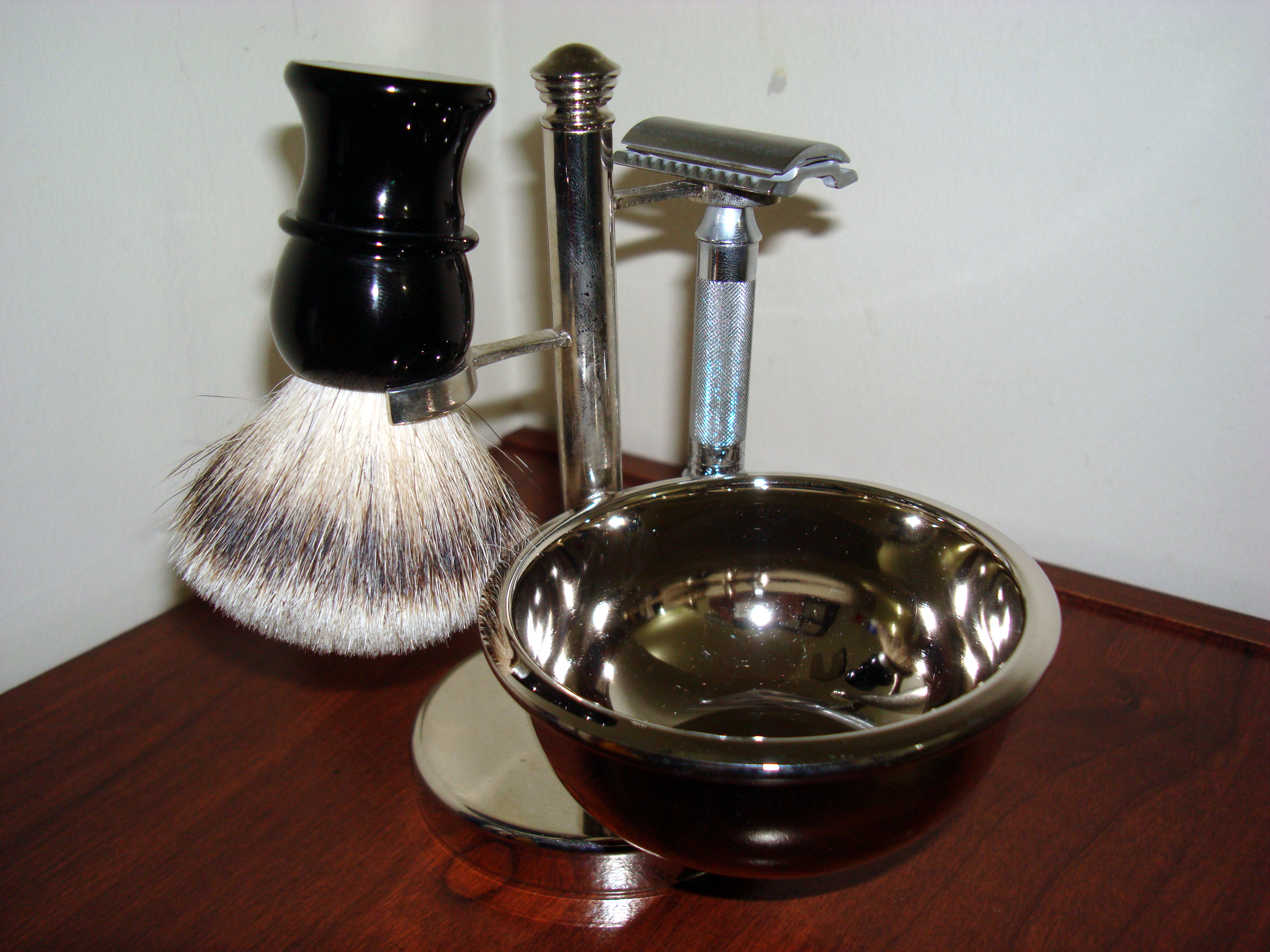
Kit tradicional para afeitar con brocha, maquinilla clásica y un tazón para colocar un jabón o una crema especial para preparar con la brocha.

Las maquinillas de afeitar de hoja simple son muy distintas entre sí dependiendo del modelo, fabricante, etc. Hay maquinillas más agresivas que otras, ajustables y no ajustables, de peine cerrado o abierto, de una, dos y tres piezas, cada una con su propia forma de intercambiar las cuchillas.
Las maquinillas más clásicas son de dos o tres piezas, las cuales se desarman para intercambiar las cuchillas. Con el tiempo y el avance en sus mecanismos, se inventaron maquinillas de una pieza, las cuales sólo hay que girar una perilla ubicada en el mango para abrir la cabeza de la maquinilla.
Las maquinillas de peine cerrado son menos agresivas y usadas por hombres con poca a moderada barba, mientras que las de peine abierto son más agresivas y las prefieren hombres con barba muy abundante. Por su lado, las maquinillas ajustables permiten al usuario cambiar la exposición de la hoja con la piel y son perfectas para todo tipo de barba.

### Uso actual

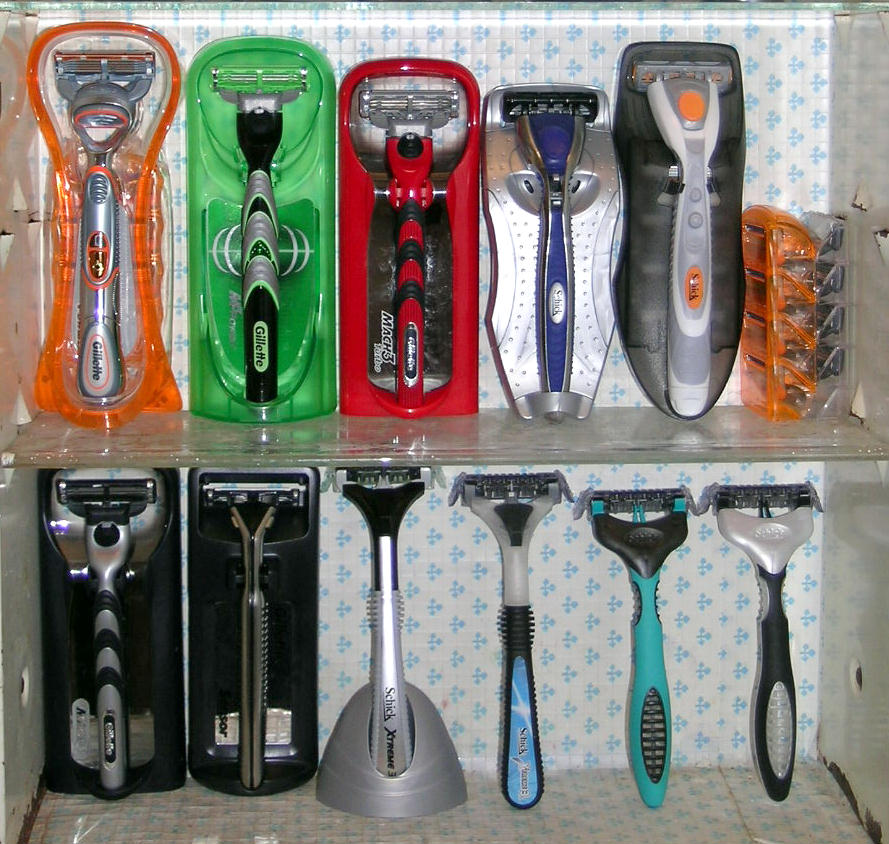
Diversos tipos de maquinillas de cuchillas múltiples.

Este tipo de maquinillas clásicas ofrecen un afeitado mucho más apurado y con menos irritación que las maquinillas de hoja múltiple. Actualmente, estas ventajas están siendo descubiertas por hombres de todo el mundo, lo cual ha elevado significativamente su demanda. El único sistema que brinda un afeitado más apurado que las maquinillas clásicas son las propias navajas de afeitar.
Por lo general, las maquinillas clásicas de afeitar son usadas por entusiastas del afeitado gracias a sus excelentes resultados en cuanto la calidad del afeitado y poca irritación. Estas maquinillas son fabricadas por empresas como Merkur (Alemania), Feather (Japón), Parker (India), Edwin Jagger (Reino Unido), etc.
Otra de las razones por las que estas maquinillas siguen usándose es porque el precio de sus cuchillas es muy bajo comparado con los sistemas modernos multihoja y las maquinillas desechables. También, al ser maquinillas completamente metálicas y sus cuchillas no tener ninguna parte plástica, causan menos residuos y son 100 % biodegradables. Además, las maquinillas clásicas de una sola cuchilla suelen usarse junto con un jabón y una brocha de afeitar.

## Maquinillas de cartucho
En 1971, Gillette lanzó la primera maquinilla con dos cuchillas: Trac II. La empresa argumentaba que con dos hojas el resultado del afeitado sería más apurado por acción de histéresis, donde la primera hoja tira ligeramente del vello y la segunda lo corta. Sin embargo, la certeza de que esto funcione como tal o no, es objeto de discusión. Con el tiempo, se han venido desarrollando maquinillas de tres, cuatro y hasta cinco cuchillas, resultando sus cartuchos de repuesto más caros a medida que el número de cuchillas aumenta. Recientemente, se han introducido maquinillas multihoja que usan una batería para producir vibraciones las cuales supuestamente deben brindar un afeitado más apurado.

## Maquinillas de afeitar desechables

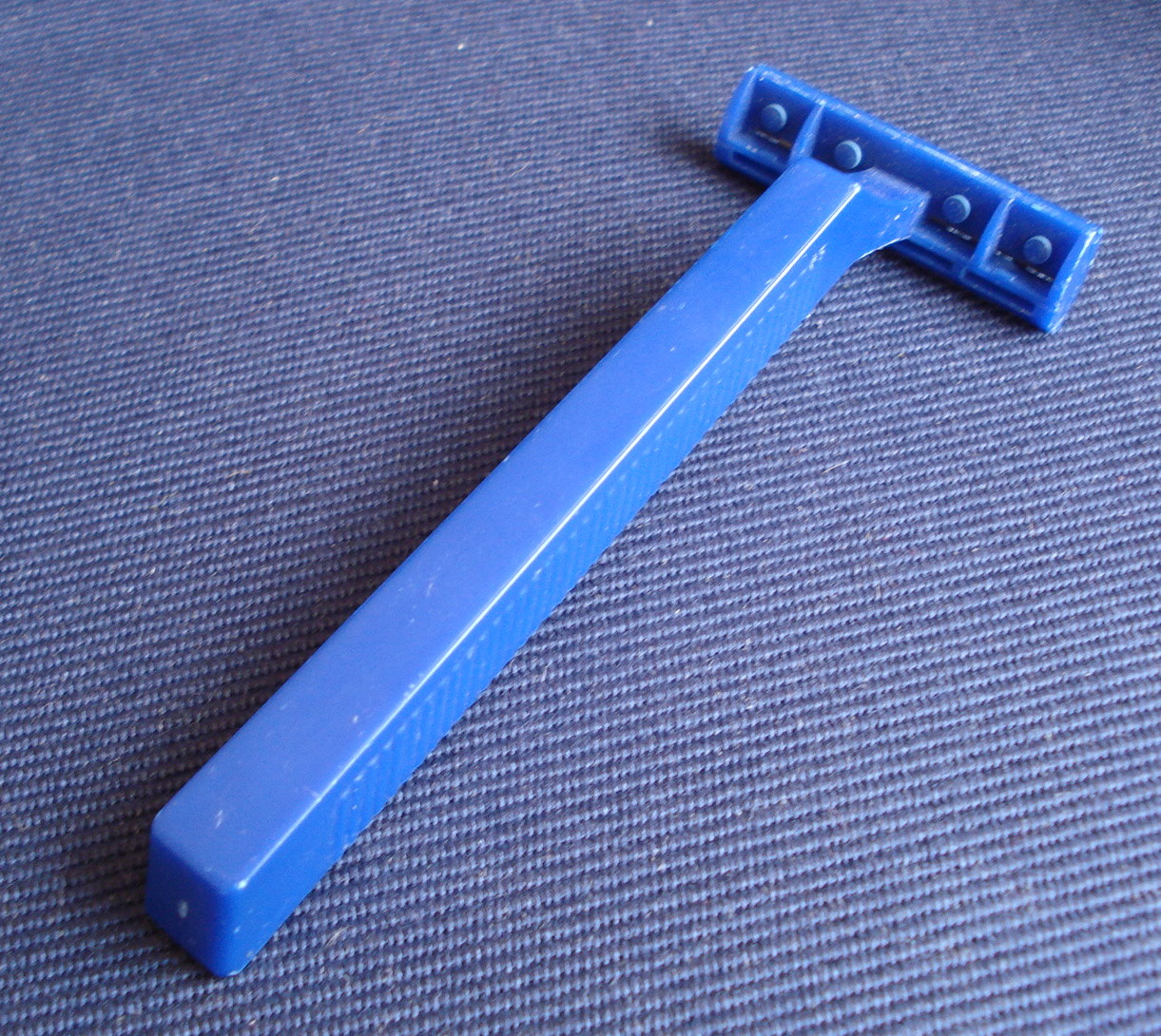
Maquinilla desechable, llamada en varios países prestobarba por metonimia.

En los años sesenta aparecieron las maquinillas desechables, que permiten varios afeitados. Cuando se desafila se desecha la unidad completa, incluyendo el mango. Por el fenómeno de marca vulgarizada, en varios países de Latinoamérica ―por ejemplo Brasil, Chile, Colombia, Costa Rica y Venezuela― se las conoce como «prestobarba». El nombre comercial Prestobarba es una submarca registrada en dicha región por la empresa Gillette (subsidiaria de la empresa Procter & Gamble).

## Afilado
Las maquinillas de afeitar desechables se pueden afilar usando varios métodos. Hay dispositivos comerciales destinados para este fin (Razormate, RazorPit, Blade Buddy, etc.). También, es bien conocido el método usando un viejo pedazo de vaqueros.